# John Souza
John Souza-Benavides (Fall River, 12 luglio 1920 – Dover, 11 marzo 2012) è stato un calciatore statunitense, di ruolo attaccante.

## Carriera

### Club
Ha giocato principalmente nel campionato statunitense.

### Nazionale
Nel 1950 ha partecipato al Campionato mondiale di calcio "Jules Rimet" segnando 2 reti.